# WTA Tour Championships 2009 - Doppio
Il doppio  del WTA Tour Championships 2009 è stato un torneo di tennis facente parte del WTA Tour 2009.
Cara Black e Liezel Huber erano le campionesse uscenti, ma sono state battute in finale da Nuria Llagostera Vives e María José Martínez Sánchez con il punteggio di 7–6(0), 5–7, [10–7].

## Teste di serie
1. Cara Black /  Liezel Huber (finale)
2. Serena Williams /  Venus Williams (semifinale)

1. Nuria Llagostera Vives /  María José Martínez Sánchez  (campionesse)
2. Samantha Stosur /  Rennae Stubbs (semifinale)

## Tabellone

### Legenda
| - Q = Qualificato - WC = Wild card - LL = Lucky loser | - ALT = Alternate - SE = Special Exempt - PR = Protected Ranking | - w/o = Walkover - r = Ritirato - d = Squalificato |